# جورج تي إمونز
جورج تي إمونز (بالإنجليزية: George T. Emmons)‏ هو مصور أمريكي، ولد في 6 يونيو 1852 في بالتيمور في الولايات المتحدة، وتوفي في 11 يونيو 1945 في فيكتوريا في كندا.